# Horst-Dieter Becker
Horst Dieter Becker (* 22. Juni 1941 in Blasseifen, Oberbergischer Kreis) ist ein deutscher Chirurg und Hochschullehrer. 

## Leben
Nach dem Schulabschluss studierte er an der Universität zu Köln und der Universität Innsbruck Medizin. Am 27. Juli 1967 wurde er in Köln zum Dr. med. promoviert. 1969–1984 war er bei Hans-Jürgen Peiper an der Chirurgischen Universitätsklinik in Göttingen tätig. 1971/72 war er an der University of Texas Medical Branch in Galveston tätig. 1976 habilitierte er sich 1976 in Göttingen für Chirurgie. 1979 wurde er zum apl. Professor der Medizinischen Fakultät der Universität Göttingen ernannt. 1980 wurde er zum C 3-Professor auf Lebenszeit an der Medizinischen Fakultät der Universität Göttingen für das Fach Chirurgie ernannt. 1984–1986 war er als Chefarzt an der chirurgischen Klinik der Städtischen Kliniken Dortmund tätig. Er widmete sich der Gastroenterologie, Endokrinologie, Onkologie, Transplantationsproblemen und der Minimalinvasiven Chirurgie. 2000 leitete er in Hamburg den Kongress der International Society of Digestive. Zuletzt war er Direktor der Abteilung für Allgemeinchirurgie am Universitätsklinikum Tübingen. Seit 2004 ist er Geschäftsführer mehrerer Firmen, die sich mit der Entwicklung des Krankenhauswesens in der MENA-Region und in Südasien befassen. Er ist verheiratet und hat drei Kinder.

## Ehrungen
- Ehrendoktor der Universität Sofia und der Semmelweis-Universität, Budapest
- Ehrenmitglied der Belgischen Gastroenterologischen Gesellschaft
- Ehrenmitglied der Polnischen Gesellschaft für Gastroenterologie
- Ehrenmitglied der Ekuadorianischen Gesellschaft für Chirurgie
- Ehrenmitglied des American College of Surgeons

## Gastvorlesungen
- Keiō-Universität, Tokio
- Massachusetts General Hospital
- Johns Hopkins University
- University of California, Berkeley
- University of Oxford, John Radcliffe Hospital
- University of Dundee

## Präsidentschaften
- 1997[3] Vereinigung Mittelrheinischer Chirurgen
- 2001 Deutsche Gesellschaft für Allgemein- und Viszeralchirurgie
- 2003–2005 Deutsche Gesellschaft für Wundheilung und Wundbehandlung

## Publikationen
- mit Martin Allgöwer, R. Arnold u. a.: Ulcus ventriculi, Chirurgisch-gastroenterologisches Symposion, Göttingen 1976. Georg Thieme Verlag, Stuttgart 1977, ISBN 3-13-555901-7
- mit Istvan Klempa: Vagus, Gastrin, Magensekretion (= Gastroenterologie und Stoffwechsel, Band 11). Georg Thieme Verlag, Stuttgart 1977, ISBN 3-13-551201-0, ISSN 0342-4421
- mit Hans-Jürgen Peiper, Jörg Rüdiger Siewert: Rezidiv-Eingriffe an den Gallenwegen, 2. Göttinger chirurgisch-gastroenterologisches Symposium 1978. Georg Thieme Verlag, Stuttgart, New York 1980, ISBN 3-13-591001-6
- mit Wolfgang F. Caspary: Postgastrectomy and postvagotomy syndromes. Springer-Verlag, Berlin Heidelberg New York 1980, ISBN 3-540-09445-8
- Streßulkus. Georg Thieme Verlag, Stuttgart New York 1983, ISBN 3-13-632001-8
- H. D. Becker, H. G. Heinze: Maligne Schilddrüsentumoren. Springer-Verlag, Berlin 1984, ISBN 3-540-12935-9
- mit Werner Lierse, Hans-Wilhelm Schreiber: Magenchirurgie. Indikationen, Methoden, Komplikationen. Springer-Verlag, Berlin 1986, ISBN 3-540-12417-9; englisch: H. D. Becker, Ch. Herfarth, W. Lierse, H. W. Schreiber: Surgery of the Stomach. Indications, Methods, Complications. Springer-Verlag, Berlin 1988, ISBN 3-540-17116-9.
- mit Werner Hohenberger, Theodor Junginger, Peter Michael Schlag: Chirurgische Onkologie. Thieme-Verlag, Stuttgart New York 2002, ISBN 3-13-690401-X; tschechisch: Chirurgická Onkologie. GRADA Publishing, Praha 2005, ISBN 80-247-0720-9.
- mit Arnulf Stenzl, Diethelm Wallwiender, Tilman T. Zittel: Urinary and fecal incontinence. An interdisciplinary approach. Springer-Verlag, Berlin Heidelberg New York 2005, ISBN 3-540-22225-1